# Henri Rottembourg
Henri Rottembourg, né le 6 juillet 1769 à Phalsbourg en Moselle et mort le 8 février 1857 à Montgeron dans l'Essonne, est un général français de la Révolution et de l’Empire.

## Biographie

### De l'Ancien Régime à l'Empire

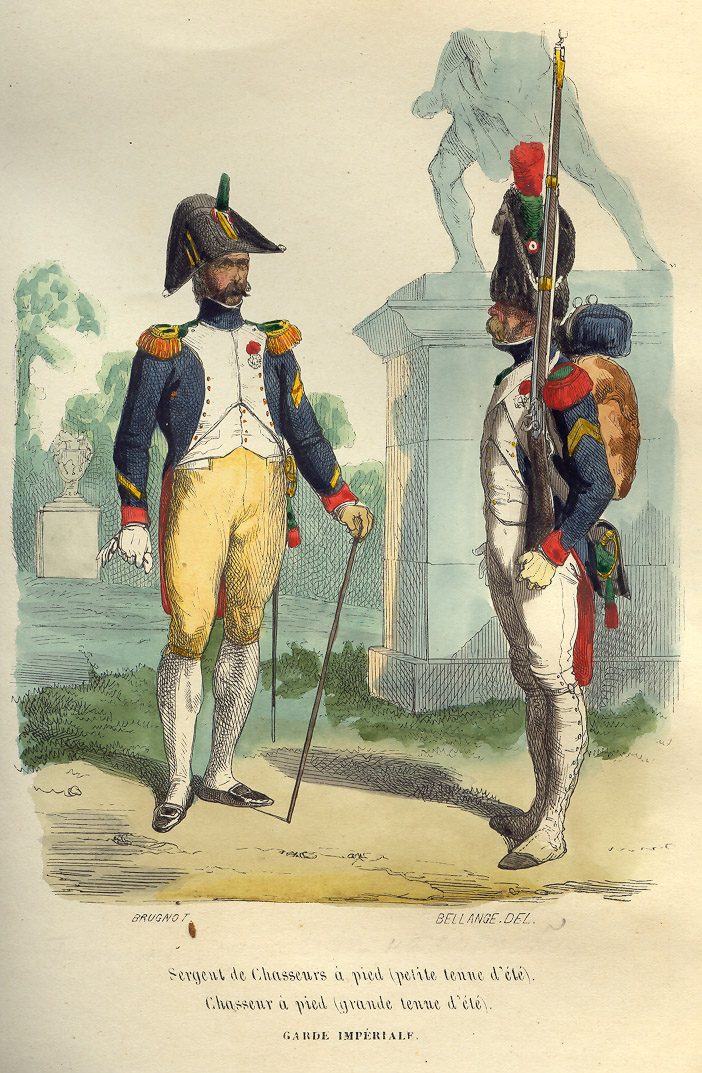
Henri Rottembourg devint major du 1er régiment de chasseurs à pied de la Garde en 1813 (dessin d'Hippolyte Bellangé).

Soldat au Régiment du Quercy le 16 septembre 1784, il est nommé caporal-fourrier le 1er janvier 1791, sergent, adjudant-sous-officier, sous-lieutenant et lieutenant les 1er mai, 26 août, 1er septembre et 15 octobre 1792. Il fait les campagnes de 1792 à l’an II aux armées du Centre, du Nord et des Ardennes, et devient le 21 novembre 1794, capitaine-adjudant-major à la 172e demi-brigade, devenue 99e, puis 62e. 
Il sert de l’an III à l’an IX dans les armées de Sambre-et-Meuse, de Mayence, d’Angleterre et d’Italie. Blessé d’une balle à la cuisse droite à l’affaire du 26 mars 1799 devant Vérone où il se trouve à la tête des tirailleurs, il combat pendant toute l’action. En décembre 1799 il se distingue lors de la retraite du général Louis-Gabriel Suchet sur le Var et obtient le 28 août 1800 le grade de chef de bataillon. Le 25 décembre 1800 au passage du Mincio, il charge l’ennemi à la baïonnette, concourt au succès de cette journée et le 26 décembre il prend une part glorieuse à la reddition de Borghetto. C'est lui qui porte au commandant autrichien les articles de la capitulation.
Major du 56e régiment d'infanterie de ligne le 22 décembre 1803 et chevalier de la Légion d'honneur le 25 mars 1804, il passe avec le grade de chef de bataillon dans les chasseurs à pied de la Garde impériale le 1er mai 1806. Il sert dans la grande armée de l’an XIV à 1807 et obtient après la bataille d'Iéna le grade de colonel du 108e régiment d'infanterie de ligne le 20 octobre 1806 et la croix d’officier de la Légion d'honneur le 7 juillet 1807. 
Il ne rentre en France qu’en 1811 et est promu général de brigade le 21 juillet. Attaché à la Garde impériale en qualité d’adjudant-général, il fait la guerre de 1812 en Russie et est renvoyé en France pour y organiser une partie de l’infanterie de la Garde impériale, mission dont il s’acquitte avec habileté, et pour laquelle il reçoit le 14 mai 1813, la décoration de commandeur de la Légion d'honneur. Major du 1er régiment de chasseurs-à-pied de la Garde impériale le 14 septembre de la même année et général de division le 20 novembre 1813, il commande pendant la campagne de France de 1814 la 2e division de tirailleurs de la Jeune Garde.

### Sous la Restauration
Au premier retour des Bourbons le 27 juin 1814, Louis XVIII le fait chevalier de Saint-Louis, inspecteur général d’infanterie et grand officier de la Légion d'honneur le 14 février 1815. Appelé le 30 avril suivant au commandement de la 6e division du 2e corps d’observation, il passe le 18 mai à celui d’une division de l'armée du Rhin et est mis à la retraite le 9 septembre. Relevé de cette position le 29 mars 1816 et employé le 25 octobre 1817 dans l’inspection générale de l’infanterie, il est compris le 30 octobre 1818 dans le cadre de l’état-major général de l’armée. Nommé le 7 novembre 1821 président du comité d’infanterie, il va le 12 février 1823 prendre le commandement de la division des Pyrénées-Orientales et reçoit le 23 mai 1825 la croix de commandeur de Saint-Louis.
Le roi Charles X le place le 9 août 1828 à la tête de la 16e division militaire (Lille). Il y reçoit la décoration de la grand-croix de la Légion d'honneur le 29 octobre 1828. Il est en disponibilité depuis le 5 août 1830 lorsqu’il est compris le 10 février 1831 dans le cadre d’activité de l’état-major général de l’armée. Chargé le 5 juillet 1832 de l’inspection générale de l’infanterie dans les 11e et 20e divisions militaires, il est appelé le 1er décembre suivant au commandement de la 18e division (Dijon) et de nouveau admis à la retraite le 1er juillet 1834. Son nom est inscrit sur le côté nord de l’arc de triomphe de l'Étoile et depuis 1869 la rue Rottembourg porte son nom à Paris.
Il est le seul général de confession juive à avoir servi dans les armées de Napoléon.

## États de service
- 16 septembre 1784 : S'engage dans le Régiment du Quercy
- 1er janvier 1791 : Caporal-Fourrier
- 1er mai 1792 : Sergent
- 26 août 1792 : Adjudant
- 1er septembre 1792 : Sous-Lieutenant
- 15 octobre 1792 : Lieutenant
- 20 octobre 1806 : Colonel du 108e régiment d'infanterie de ligne
- 21 juillet 1811 : Général de Brigade
- 20 novembre 1813 : Général de Division

## Titres, honneurs et décorations
- 25 mars 1804 : Chevalier de la Légion d'honneur
- 7 juillet 1807 : Officier de la Légion d'honneur
- 20 août 1809 : Baron d'Empire
- 14 mai 1813 : Commandeur de la Légion d'honneur
- 27 juin 1814 : Chevalier de l'Ordre de Saint-Louis
- 14 février 1815 : Grand Officier de la Légion d'Honneur
- 23 mai 1825 : Commandeur de l'Ordre Saint-Louis
- 29 octobre 1828 : Grand-croix de la Légion d'honneur[2].

## Armoiries
| Figure | Blasonnement |
| ------ | --- |
|        | Armes du baron Henri Rottembourg et de l'Empire D'argent au griffon de gueules tenant de la dextre un étendard d'azur ; franc-quartier des barons tirés de l'armée.,. |